# ネットレーベル
ネットレーベル（英: netlabel）とは、インターネット上で運営されているレコードレーベルのこと。オンラインレーベルやインターネットレーベルとも呼ばれる。
Webサイトの公開のみで始められるため、個人や極めて少ない人員によって運営されているレーベルが多く、レーベルごとに非常に狭いジャンルの作品を扱うものがほとんどである。また、現在ネット上で見られるネットレーベルの多くがテクノやエレクトロニカ、アンビエント等の電子音楽に特化したものであるのも特徴的である。インディペンデントレーベルに類似したスタンスであると言える。

## リリース形態
通常のCDのようにアルバムやシングル単位で一つの作品としてリリースするのが一般的。インターネットを通してのみ楽曲を提供する場合が多く、現在そのほとんどがクリエイティブ・コモンズのライセンス下でMP3やOgg等のデータファイルの配信によってリリースされており、通常、無料で楽しむことが可能である。

### 主なファイルフォーマット
- MODフォーマットによるもの (初期のネットレーベルによくみられる)
  - MOD
  - S3M
  - IT
  - XM
- 非可逆圧縮フォーマットによるもの (現在主流のファイルフォーマット)
  - MP3
  - Ogg Vorbis

## ネットレーベルの歴史

### 初期
ネットレーベルの歴史は意外と古く、その原型はコンピューターゲームやデモシーンと呼ばれる音楽を伴ったコンピュータグラフィックスアニメーションカルチャーに端を発する。このデモシーンでは、製作者同士がお互いに自分の作ったデモと呼ばれる作品を見せ合い、評価するパーティーが頻繁に行われたが、次第にそういったパーティーで発表されたデモをMOD形式の音楽ファイルと、作品ごとに異なるビジュアルエフェクトを内蔵した専用のプレーヤーソフトを一つにまとめた「ミュージック・ディスク」という形態でパソコン通信で発表するようになった。1990年代に入ってインターネットの商業利用が開始されると、徐々にインターネット上にも作品が持ち込まれるようになった。
ネットレーベルの下地はこういったミュージック・ディスクや、それに含まれているMOD形式の音楽そのものを発表していったグループによって築かれていった。また、そういった黎明期に興されたグループには未だ活動をしているものもある。(デモシーンの初期の作品にはコンピューターゲームに強く影響を受けたものや、コンピューターゲームそのものを改造したものが多くあり、MODというファイルフォーマットの特性とも相まって、後々までゲームミュージック風な音楽やテクノ等の電子音楽がBGMとして使われていることが多かった。現在もテクノの流れを汲むネットレーベルが多いのは、こういうバックグラウンドが少なからず影響しているのではないかと思われる。)
デモシーンの流れを汲むグループ、または初期のネットレーベルとして Kosmic Free Music Foundation（1991年 - 1999年）や、Five Musicians（1995年 - 2000年）、Tokyo Dawn Records（1997年 -  ）が挙げられる。

### 現在
前述のように、初期にはMODで配信されていたリリースも、ブロードバンドの普及や、音楽製作環境の変化によって次第にMP3で発表されることが増えた。このことによって一般的なメディアプレーヤーでも楽曲を再生することが可能になり、リスナーが大幅に増えた。しかし一方で、1990年代のインターネット商業利用開始時期から続いていたネットレーベルの大部分は運営目的と環境のズレが生じて運営を終了した。
ネット普及後の活動形態はアンダーグラウンドとオーバーグラウンドの中間である。商業的には小規模に留まるレーベルが多いが、その分所属アーティストは商業を意識しない自由度の高い作品製作を行う事が可能になっている。2000年前後からは発表される楽曲の質も大幅に向上してきており、2010年代に入ると、ネットレーベルからリリースを続けていたアーティストが、従来から存在するメジャーのレコードレーベルと契約することも一般的になってきている。

## ネットレーベルのリスト
ネットレーベル一覧を参照。